# William Schley
William Schley (Frederick, 10 dicembre 1786 – Augusta, 20 novembre 1858) è stato un politico e imprenditore statunitense.

## Biografia
Nacque in Maryland da una famiglia di origine tedesca, in seguito trasferitasi ad Augusta prima dell'inizio del nuovo secolo. In Georgia studiò legge e divenne un magistrato, facendo parte anche della Corte Suprema georgiana.
Entrò in politica nel 1830, aderendo al nuovo Partito Democratico di Andrew Jackson. Nel 1833 fu eletto per un mandato alla Camera dei Rappresentanti, venendo poi rieletto due anni dopo, salvo dimettersi dopo pochi mesi in quanto candidato alle vicine elezioni governatoriali.
Nel 1835 fu quindi eletto con ampio margine governatore della Georgia. Durante il suo mandato fu impegnato soprattutto a combattere i nativi americani: all'epoca infuriavano infatti le guerre seminole, e oltre all'omonima tribù anche i Creek erano ostili ai coloni statunitensi per i sempre più imponenti espropri delle loro terre. Schley allora formò una milizia di volontari, e i collaborazione col generale Winfield Scott si occupò di difendere i confini dello Stato dalle incursioni dei nativi.
Il governatore era anche un importante anti-abolizionista, schierato a sostegno dei grandi coltivatori del Sud e quindi dello schiavismo. Particolarmente acuto fu il suo prolungato conflitto con lo Stato del Maine, in quegli anni meta di numerosi schiavi in fuga dalla Georgia; inoltre si occupò personalmente di perseguire il noto abolizionista William L. Garrison, editore del quotidiano The Liberator, che dovette infine ad abbandonare la Georgia. Schley era spinto a queste misure drastiche da motivazioni personali ed economiche, oltre che politiche: la famiglia Schley era infatti titolare di una grossa impresa di lavorazione del cotone, usato per produrre abiti da rivendere per la maggior parte agli stessi schiavi.
Oltre alle lotte contro nativi e abolizionisti, Schley si occupò anche di migliorare l'istruzione e le infrastrutture dello Stato, ratificando la fondazione dell'Università Emory e migliorando in sistema ferroviario georgiano, collegato sotto di lui alla rete del Tennessee.
Nel 1837 la sua nomina alla rielezione fu accantonata in favore di quella dell'ex-governatore George R. Gilmer, che poi gli succedette, e Schley allora si ritirò dalla politica attiva. Passò il resto della vita a gestire l'impresa di famiglia, morendo nel 1858. Gli è intitolata la contea di Schley.